# Distretto di Pang Sila Thong
Il distretto di Pang Sila Thong (in thailandese: ปางศิลาทอง) è un distretto (amphoe) della Thailandia, situato nella provincia di Kamphaeng Phet.